# Myrmarachne longiventris
Myrmarachne longiventris là một loài nhện trong họ Salticidae.
Loài này thuộc chi Myrmarachne. Myrmarachne longiventris được Eugène Simon miêu tả năm 1903.